# Local Multipoint Distribution Service
LMDS è una tecnologia di accesso wireless a banda larga, originalmente pensato per la televisione digitale (DTV).
Fu concepito come una tecnologia wireless point-to-multipoint fissa, per l'utilizzo entro 1 miglio (1,6 km).
Comunemente LMDS opera attraverso frequenze microonde tra i 26 GHz e i 29 GHz.
Negli Stati Uniti, anche frequenze da 31.0 a 1.3 GHz sono considerante LMDS.
L'affidabilità e la potenza del collegamento dipendono dai vincoli e dalla modulazione usata - o dall'ampiezza di modulazione.
La distanza di solito è limitata a circa 1,5 miglia (2,4 km) per via del rain fade (assorbimento delle onde) e dall'attenuazione.
In alcune circostanze è possibile costruire collegamenti più lontani dalla sorgente di 8 km; per esempio in caso di sistemi point-to-point, si possono raggiungere distanze lontane per via del guadagno dell'antenna.

## Storia

### Stati Uniti
LMDS si mostrò molto promettente nei tardi anni '90, conosciuto come il "cavo wireless" per la sua capacità di competere con le compagnie di TV via cavo, sul piano della televisione domestica a banda larga. La Commissione federale per le comunicazioni mise all'asta lo spettro per l'MDS dal 1998 al 1999.
Nonostante il suo potenziale, però, LMDS fu lento a trovare una trazione commerciale.
Le maggiori compagnie telefoniche sono state aggressive riguardo allo sviluppo di tecnologie alternative, come IPTV e fibra ottica.
LMDS è stato superato sia tecnologicalmente che commercialmente dagli standard WiMax e LTE.

### Europa e resto del mondo
Sebbene alcuni operatori usano LMDS per garantire servizi di accesso, esso è più comunemente usato per il backhaul, per l'interconnessione di reti come GSM, UMTS, WiMAX e Wi-Fi.